# Garcinia decussata
Garcinia decussata är en tvåhjärtbladig växtart som beskrevs av Charles Dennis Adams. Garcinia decussata ingår i släktet Garcinia och familjen Clusiaceae. Inga underarter finns listade i Catalogue of Life.